# Nezabylice
Nezabylice település Csehországban, Chomutovi járásban. Nezabylice Bílence, Hrušovany, Všehrdy és Údlice településekkel határos. Lakosainak száma 279 fő (2024. január 1.).

## Népesség
A település lakosságának változását az alábbi diagram mutatja:
| Lakosok száma | 576  | 618  | 626  | 269  | 280  | 194  | 204  | 235  | 249  | 279  |
|               | 1869 | 1900 | 1921 | 1961 | 1980 | 2011 | 2016 | 2019 | 2021 | 2024 |